# Grandrupt-de-Bains
Grandrupt-de-Bains ist eine französische Gemeinde mit 70 Einwohnern (Stand 1. Januar 2022) im Département Vosges in der Region Grand Est. Sie gehört zum Arrondissement Neufchâteau und zum Gemeindeverband Les Vosges côté Sud-Ouest.

## Geografie

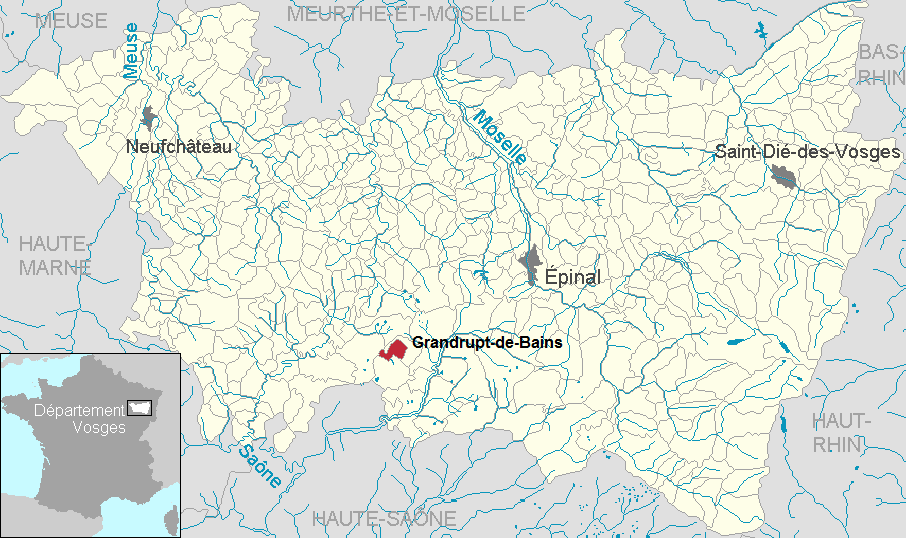
Lage der Gemeinde Grandrupt-de-Bains
im Département Vosges

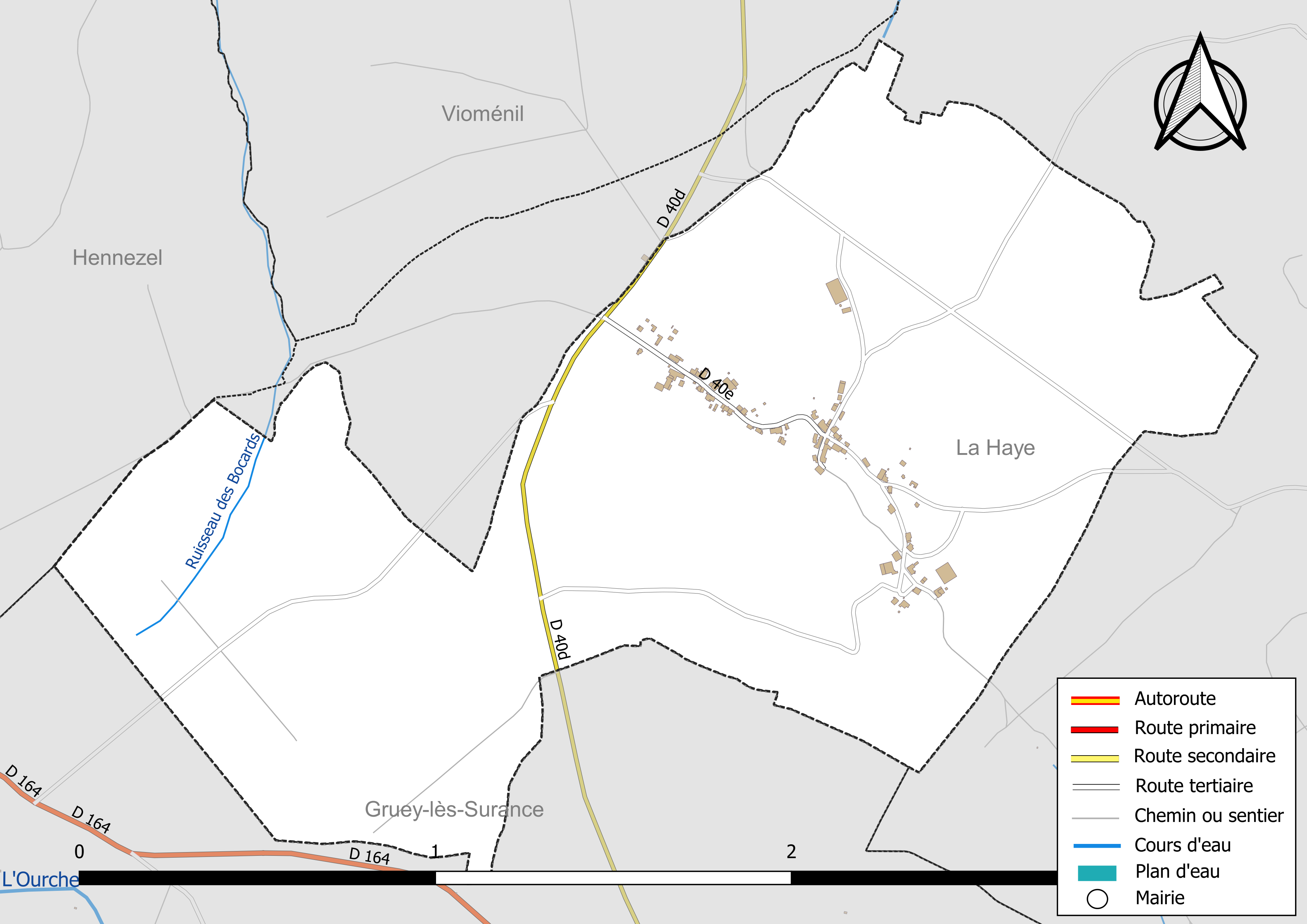
Gewässer und Straßen der Gemeinde

Die Gemeinde Grandrupt-de-Bains liegt auf einer Höhe von 430 m bis 440 m, etwa 24 Kilometer nordöstlich von Vittel und etwa 24 Kilometer südwestlich von Épinal im Süden Lothringens.
Das 3,60 km² große Gemeindegebiet umfasst einen Abschnitt der Landschaft Vôge. Der Ruisseau Grandrupt entspringt südwestlich des Ortskerns und fließt nach Südosten zum Côneytal ab. Der im Westen der Gemeinde entspringende Ruisseau des Bocards wendet sich nach Norden und mündet als erster benannter Bach in die noch junge Saône, deren Quelle sich nur drei Kilometer nördlich von Grandrupt-de-Bains befindet. Im Westen wird mit 467 m der höchste Punkt der Gemeinde erreicht.
Das über 400 m hoch gelegene Gebiet um Grandrupt-de-Bains wird teils als Ackerland, meistens jedoch als Weideland genutzt, während im Südwesten (Bois de Grandrupt als Teil des großen Forêt Domaniale de Darney) Wälder dominieren, die insgesamt über ein Drittel der Gemeindefläche bedecken.
Nachbargemeinden von Grandrupt-de-Bains sind La Haye im Norden und Osten, Gruey-lès-Surance im Süden sowie Hennezel im Westen.

## Geschichte
Der Name Grandrupt kann nicht vor 1611 nachgewiesen werden. Bis zur Französischen Revolution gehörte das Gebiet der heutigen Gemeinde zur Vogtei Vesoul in der Franche-Comté, wechselte 1790 in den neu gebildeten Kanton Bains-les-Bains des damaligen Landkreises Darney. 1864 wurde die Kirche Saint-Nicolas errichtet, 1870 folgte der Bau des Schul- und Bürgermeisterhaus (Mairie-école). Durch den zunehmenden Postverkehr und die Verwechslungsgefahr mit der gleichnamigen Gemeinde Grandrupt im Nordosten des Départements Vosges wurde der Name der Gemeinde per Erlass vom 22. Mai 1867 mit dem Zusatz -de-Bains versehen (angelehnt an den nahegelegenen Kurort Bains-les-Bains).

### Bevölkerungsentwicklung
Grandrupt-de-Bains gehört zu den kleinen Gemeinden im Département Vosges. Seit den 1960er Jahren blieb die Einwohnerzahl annähernd konstant. Im ersten Drittel des 19. Jahrhunderts lebten noch über 400 Einwohner in Grandrupt.
| Jahr      | 1962 | 1968 | 1975 | 1982 | 1990 | 1999 | 2006 | 2014 | 2021 |
| Einwohner | 89   | 104  | 81   | 81   | 73   | 90   | 76   | 84   | 73   |

Im Jahr 1831 wurde mit 445 Bewohnern die bisher höchste Einwohnerzahl ermittelt. Die Zahlen basieren auf den Daten von cassini.ehess und INSEE.

## Sehenswürdigkeiten
- Kirche Saint-Nicolas
- Gefallenendenkmal und Denkmal für die Widerstandskämpfer während der Résistance

|  |  |  |

## Wirtschaft und Infrastruktur
Die Bewohner von Grandrupt-de-Bains sind hauptsächlich in der Landwirtschaft (Obstanbau, Milchwirtschaft), in der Forstwirtschaft sowie kleinen Dienstleistungsbetrieben im Ort oder der näheren Umgebung beschäftigt.
Die Gemeinde Grandrupt-de-Bains liegt abseits der überregionalen Verkehrsströme. Die Départementsstraße 164 von Neufchâteau über Contrexéville, Darney und Bains-les-Bains nach Saint-Loup-sur-Semouse führt südwestlich an Grandrupt-de-Bains vorbei. Der nächste Bahnhof liegt 17 Kilometer südöstlich von Grandrupt in Bains-les-Bains.

## Belege
1. ↑  Grandrupt-de-Bains auf vosges-archives.com (Memento vom 5. März 2016 im Internet Archive) (französisch; PDF-Datei; 29 kB)
2. ↑  Grandrupt-de-Bains auf cassini.ehess
3. ↑  Grandrupt-de-Bains auf INSEE
4. ↑  Landwirtschaftsbetriebe auf annuaire-mairie.fr (französisch)